# نهائي كأس فرنسا 2009
نهائي كأس فرنسا 2009 هي المباراة النهائية من منافسة كأس فرنسا 2008–09، أقيمت المباراة في 9 مايو 2009، في ملعب فرنسا، بين فريقي ستاد رين، ونادي غانغون، وفاز فيها نادي غانغون، بعد أن هزم ستاد رين، بنتيجة 1 - 2، وكان حكم المباراة Thierry Auriac ‏، وحضر المباراة 80056 شخصاً.

## تفاصيل المباراة
لعبت المباراة النهائية في 9 مايو 2009.
| ستاد رين              | 1 -2 | نادي غانغون                                                     |
| --------------------- | ---- | --------------------------------------------------------------- |
| كارلوس بوكانيغرا 69 ' |      | إدواردو ريبيرو دوس سانتوس 72 ' · إدواردو ريبيرو دوس سانتوس 83 ' |